# Jambheshwar Bhagavan
Jambeshwar Bhagavan, ou Jambaji (1451-1536), est le fondateur du courant hindou bishnoï. Il édicta 29 principes très simples tournés vers la protection de tous les arbres et animaux, et la pureté du corps et de l'esprit. Avant de devenir maître, il était un simple berger. Les Bishnoï sont considérés comme ayant une grande conscience écologique.